# Konsistenz (Boden)

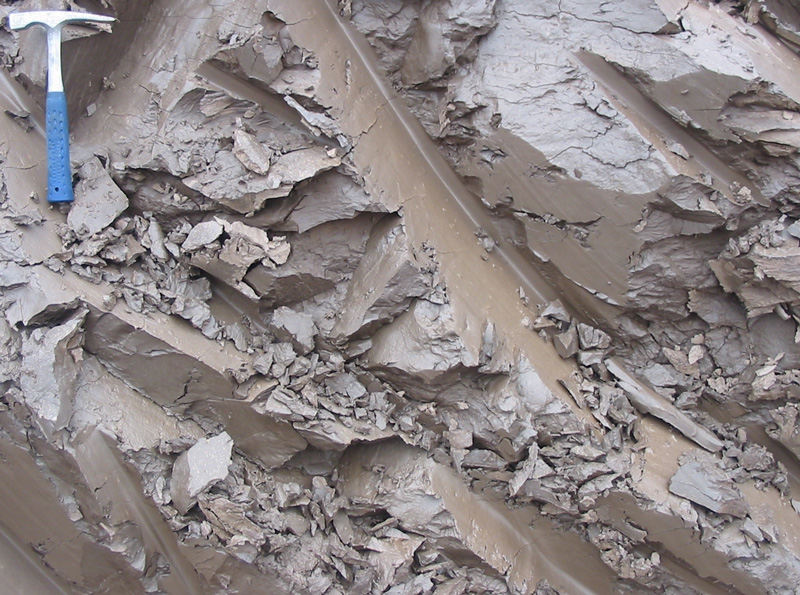
Bindige Böden wie etwa Ton können hinsichtlich ihrer Konsistenz bewertet werden.

Konsistenz bezeichnet in der Bodenkunde die Beschaffenheit bindiger (feinkörniger) Böden in Abhängigkeit vom Wassergehalt {\displaystyle w}. Die Konsistenz ist ein wichtiges Kriterium für die Verdichtbarkeit des Bodens.
Bei nichtbindigen (grobkörnigen) Böden spricht man nicht von Konsistenz, hier liefert die Lagerungsdichte Auskunft über die Eigenschaften des Bodens.
In der Baustoffkunde spricht man von der Konsistenz als Maß für die Weichheit des Baustoffs Boden. Auch die Weichheit von Frischbeton wird als Konsistenz bezeichnet (siehe Betonkonsistenz).

## Konsistenzbereiche und -grenzen
Nach Atterberg unterscheidet man meist vier Konsistenzbereiche, die alle in der Natur vorkommenden Momentanzustände von Feinböden abdecken, und dazwischen drei Konsistenzgrenzen (auch Atterberg'sche Grenzen bzw. Zustandsgrenzen nach Atterberg), die jeweils einen Grenzwassergehalt darstellen:
- fest (trockener Boden)
  - Schrumpfgrenze (shrinking limit wS)
- halbfest
  - Ausrollgrenze (plastic limit wP)
- plastisch (steif, weich, breiig = leicht verformbarer Boden)
  - Fließgrenze (liquid limit wL)
- flüssig (zähflüssig).

Die Konsistenzgrenzen werden in der DIN 18122 definiert und lassen sich durch Laborversuche bestimmen.

## Kennzahlen
Konsistenzzahl {\displaystyle I_{c}={\frac {w_{L}-w}{I_{p}}}}
mit
- dem natürlichen Wassergehalt w
- der Plastizitätszahl {\displaystyle I_{p}=w_{L}-w_{P}}.

| Aktivitätszahl {\displaystyle I_{A}} | Beschreibung des Bodens |
| ------------------------------------ | ----------------------- |
| > 1,25                               | aktiver Ton             |
| 0,75 .. 1,25                         | normaler Ton            |
| < 0,75                               | inaktiver Ton           |

Um die Aktivität von Tonmineralen zu beschreiben, kann die Aktivitätszahl {\displaystyle I_{A}} verwendet werden. Sie beschreibt das Verhältnis der Plastizitätszahl zum Massenanteil der Körnung kleiner oder gleich 0,002 mm (bindiger Boden):
{\displaystyle I_{A}={\frac {I_{p}}{m_{dT}/m_{d}}}}
mit
- {\displaystyle m_{dT}} Trockenmasse des Probenanteils ≤ 0,002 mm
- {\displaystyle m_{d}} Trockenmasse des Probenanteils ≤ 0,4 mm.

Mit zunehmender Aktivität steigt die Fähigkeit des Tons zu quellen oder zu schwinden.